# Bill Gosper
Ralph William Gosper, Jr., (nacido en 1943) conocido como Bill Gosper, es un matemático y programador estadounidense de Pennsauken.  Junto con Richard Greenblatt, se lo considera el fundador de la comunidad hacker, y tiene un puesto de privilegio en la comunidad Lisp. Es notorio también por su trabajo sobre representaciones de fracciones continuas de números reales, y por sugerir el algoritmo para encontrar formas cerradas de identidades hipergeométricas que lleva su nombre.
Gosper se inscribió en el MIT en 1961 y recibió su título de grado en matemáticas en 1965. Luego de tomar un curso de programación en el segundo año con John McCarthy, Gosper se afilió con el Laboratorio de AI del MIT. Sus contribuciones a la matemática computacional incluyen HAKMEM  y el sistema Maclisp del MIT. También hizo contribuciones mayores al sistema algebraico computacional Macsyma en el MIT, trabajando más tarde con Symbolics y Macsyma, Inc. en las versiones comerciales notablemente mejoradas.
Se interesó intensamente en el juego de la vida de Conway poco tiempo después de que John Conway lo propusiera. Conway conjecturó la existencia de patrones que crecerían indefinidamente, y ofreció una recompensa por un ejemplo. Gosper fue el primero en encontrar un patrón que cumpliera esa premisa (específicamente, el disparador de gliders), y así ganó el premio. Gosper fue también el originador del algoritmo hashlife, capaz de acelerar el cómputo de patrones del juego de la vida de Conway por muchos órdenes de magnitud.
En la década de 1970, Gosper se mudó a California para hacer una práctica de tres años en la Universidad de Stanford, donde daba clases y ayudaba a Donald Knuth a escribir el volumen II de The Art of Computer Programming.
A partir de ese entonces, trabajó o fue consultor de Xerox PARC, Symbolics, Wolfram Research, el Lawrence Livermore Laboratory, y Macsyma Inc.